# Tyrrell 023
Tyrrell 023 – bolid zespołu Nokia Tyrrell Racing na sezon 1995, zaprojektowany przez Mike’a Gascoyne’a i Harveya Postlethwaite’a.
Kierowcami byli Ukyō Katayama, Mika Salo oraz Gabriele Tarquini, który w Grand Prix Europy zastąpił Japończyka, kontuzjowanego podczas Grand Prix Portugalii. Bolid 023 posiadał nowe zawieszenie "Hydrolink", które testowane było przed rozpoczęciem sezonu. System ten umożliwiał niezależną kontrolę amortyzacji i wychyleń nadwozia, co miało pozwolić dopasować zawieszenie do danego toru. Jednostką napędową był zeszłosezonowy silnik Yamahy. Zespół zachował sponsorów - m.in. BP, Fondmetal, Mild Seven, Club Angle oraz Calbee. Przyczynił się do tego po części Mika Salo, który wniósł do zespołu 3,5 mln USD.

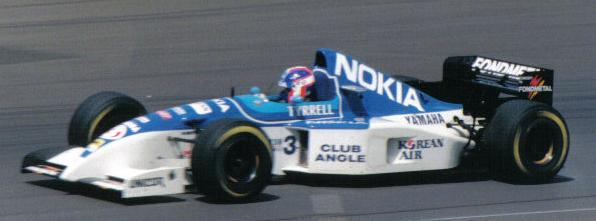
Ukyō Katayama podczas Grand Prix Wielkiej Brytanii

Po imponującym sezonie 1994, sezon 1995 był rozczarowujący dla zespołu. Podwozie było przeciętne, a innowacyjne zawieszenie "Hydrolink" – nieskuteczne. Z usterką poradzono sobie dopiero w połowie sezonu. Najlepsze wyniki osiągał Mika Salo, który w swoim pierwszym pełnym sezonie wywalczył 5 punktów. Były to jedyne punkty, jakie udało się zdobyć zespołowi w sezonie. Fin mógł uzyskać więcej punktów, gdyż podczas inauguracyjnego Grand Prix Brazylii jechał na trzeciej pozycji, lecz na skutek problemów wyścig ukończył na siódmym miejscu. W Grand Prix Argentyny Salo miał szansę na zdobycz punktową, lecz zakończył wyścig na 47. okrążeniu, gdy doszło do kolizji z Agurim Suzukim. Fin na kolejne punkty musiał czekać do Grand Prix Włoch. Z kolei Ukyō Katayama po dobrych wynikach w sezonie 1994, w sezonie 1995 spisywał się bardzo źle – z 16. wyścigów, do których Japończyk został zgłoszony ukończył zaledwie trzy (najlepszą pozycją było 7. miejsce podczas Grand Prix Niemiec). Podczas Grand Prix Portugalii Katayama miał wypadek podczas startu. Skutkiem były ciężkie obrażenia i z tego powodu nie wystartował ponownie w wyścigu oraz nie uczestniczył w Grand Prix Europy. Na ten wyścig został zastąpiony przez Gabriele Tarquiniego, który ostatni raz jeździł w Formule 1 w sezonie 1992 dla zespołu Fondmetal. Zespół z dorobkiem 5. punktów został sklasyfikowany na 9. miejscu za zespołem Footwork.

## Wyniki
Źródło: Wyprzedź Mnie!
| Legenda oznaczeń w tabelach wyników Wyświetl szablon na nowej stronie | Legenda oznaczeń w tabelach wyników Wyświetl szablon na nowej stronie                                                                     |
| Oznaczenie                                                            | Wyjaśnienie |
| --------------------------------------------------------------------- | --- |
| Złoty                                                                 | Zwycięzca lub mistrzostwo |
| Srebrny                                                               | 2. miejsce lub wicemistrzostwo |
| Brązowy                                                               | 3. miejsce lub II wicemistrzostwo |
| Zielony                                                               | Ukończył, punktował (w klasyfikacji generalnej, gdy zdobył co najmniej jeden punkt na przestrzeni sezonu, poza trzema powyższymi opcjami) |
| Niebieski                                                             | Ukończył, nie punktował (w klasyfikacji generalnej, gdy nie zdobył co najmniej jednego punktu na przestrzeni sezonu)                      |
| Czerwony                                                              | Nie zakwalifikował się (NZ) |
| Czerwony                                                              | Nie prekwalifikował się (NPK) |
| Różowy                                                                | Nie ukończył (NU) |
| Różowy                                                                | Niesklasyfikowany (NS) (w klasyfikacji generalnej, gdy nie został sklasyfikowany w żadnym wyścigu sezonu)                                 |
| Czarny                                                                | Zdyskwalifikowany (DK) |
| Czarny                                                                | Wykluczony (WYK/EX) |
| Biały                                                                 | Nie wystartował (NW) |
| Biały                                                                 | Kontuzjowany (K/INJ) |
| Biały                                                                 | Wyścig odwołany (OD/C) |
| Bez koloru                                                            | Został wycofany (WYC/WD) |
| Bez koloru                                                            | Nie przybył (NP/DNA) |
| Bez koloru                                                            | Nie brał udziału w treningach (NT/DNP) |
| Bez koloru                                                            | Nie został zgłoszony (–) |
| Pogrubienie                                                           | Start z pole position |
| Kursywa                                                               | Najszybsze okrążenie wyścigu |
| †                                                                     | Nie ukończył, ale jego rezultat został zaliczony ze względu na przejechanie więcej niż 90% dystansu wyścigu.                              |
| *                                                                     | Sezon w trakcie |
| 1/2/3                                                                 | Punktowana pozycja w sprincie kwalifikacyjnym                                                                                             |
| Lista systemów punktacji Formuły 1                                    | |

| Sezon | Zespół  | Silnik     | Opony | Kierowcy          | 1   | 2   | 3   | 4   | 5   | 6   | 7   | 8   | 9   | 10  | 11  | 12  | 13  | 14  | 15  | 16  | 17  | Pkt. | Msc. |
| ----- | ------- | ---------- | ----- | ----------------- | --- | --- | --- | --- | --- | --- | --- | --- | --- | --- | --- | --- | --- | --- | --- | --- | --- | ---- | ---- |
| 1995  | Tyrrell | Yamaha V10 | G     |                   | BRA | ARG | SMR | ESP | MON | CAN | FRA | GBR | GER | HUN | BEL | ITA | POR | EUR | PAC | JPN | AUS | 5    | 9    |
| 1995  | Tyrrell | Yamaha V10 | G     | Ukyō Katayama     | NU  | 8   | NU  | NU  | NU  | NU  | NU  | NU  | 7   | NU  | NU  | NU  | NW  |     | 14  | NU  | NU  | 5    | 9    |
| 1995  | Tyrrell | Yamaha V10 | G     | Gabriele Tarquini |     |     |     |     |     |     |     |     |     |     |     |     |     | 14  |     |     |     | 5    | 9    |
| 1995  | Tyrrell | Yamaha V10 | G     | Mika Salo         | 7   | NU  | NU  | 10  | NU  | 7   | 15  | 8   | NU  | NU  | 8   | 5   | 13  | 10  | 12  | 6   | 5   | 5    | 9    |